# Francisco Rodríguez (director de cine)
Francisco Rodríguez Fernández (Madrid, 1945) es un director y guionista de cine español, autor de películas que han participado en festivales internacionales de cine, como los de Berlín y San Sebastián. La crítica ha destacado el carácter experimental e innovador de su filmografía. Francisco Rodríguez también ha realizado numerosos documentales para la televisión.

## Comienzos
Estudió Bellas Artes en la Real Academia de San Fernando. Colaboró en labores de producción y como ayudante de dirección en las superproducciones que Samuel Bronston rodó en España (55 días en Pekín, La caída del Imperio romano, El fabuloso mundo del circo, Doctor Zhivago) y trabajó como ayudante de dirección con distintos directores internacionales como Joshua Logan, Ken Annakin, Samuel Fuller, Richard Lester, Michael Apted o Burt Kennedy.

## La casa grande(1975)

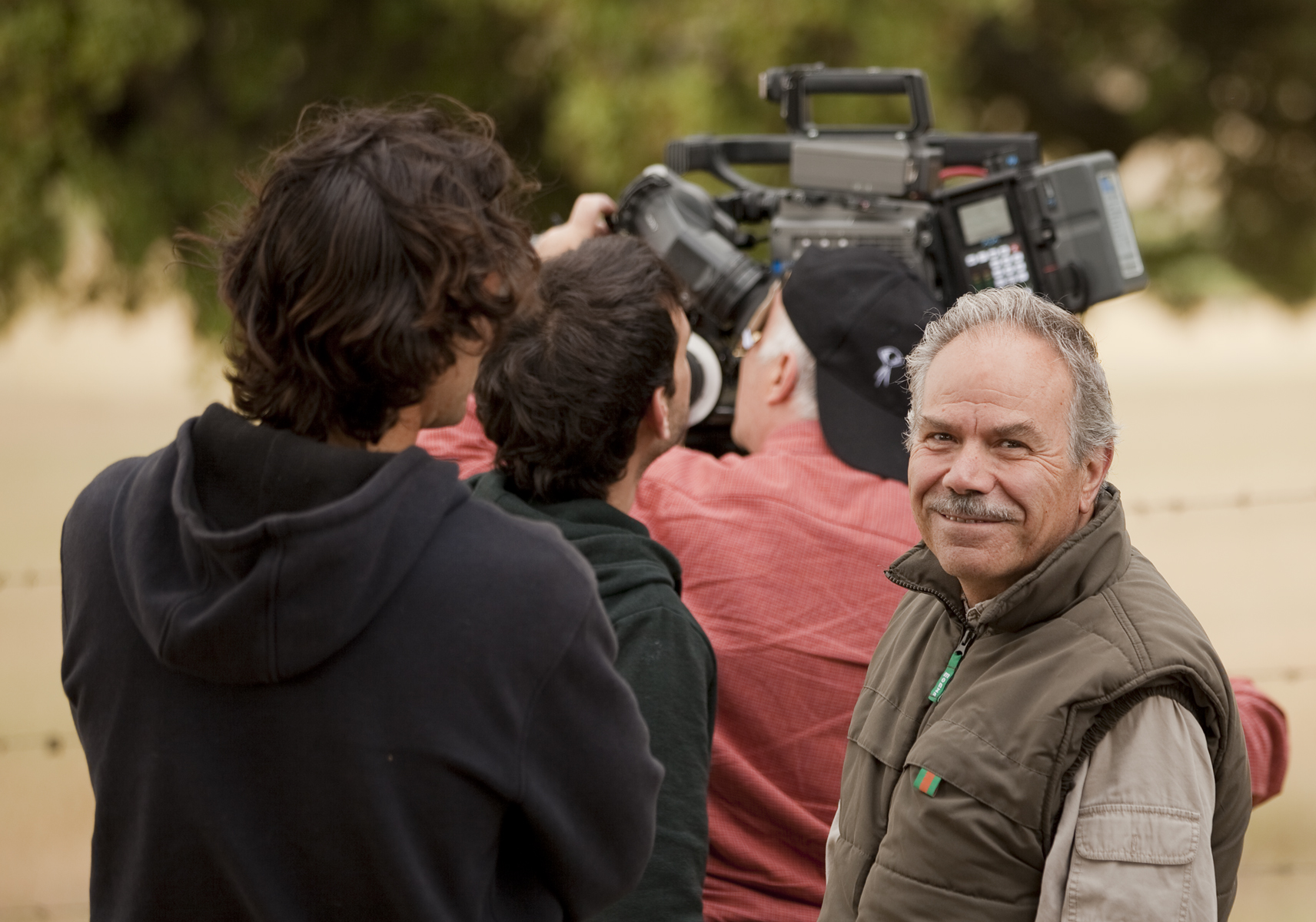
Rodríguez durante la grabación de un documental sobre santa Teresa de Jesús (2014). Foto de Asís G. Ayerbe.

Dirigió su primera película con treinta años de edad, La casa grande (1975), un drama rural coescrito con José Miguel Hernán y protagonizado por Maribel Martín, Antonio Ferrandis y Juan Diego. Se rodó con un presupuesto muy bajo, de cuatro millones de pesetas, gracias a que los actores y el equipo artístico y técnico rebajaron sus salarios y aceptaron cobrar a plazos (entre los participantes se encontraba el decorador Gil Parrondo, quien tenía ya entonces una importante carrera en producciones estadounidenses). También estuvieron muy condicionados por las restricciones a la libertad de expresión de la dictadura franquista. La casa grande representó participó en el Festival Internacional de Cine de Berlín y fue candidata al oso de oro. Ferrandis ganó el premio de interpretación masculina del Círculo de escritores cinematográficos (CEC) en 1976 gracias a su papel en esta película. Pese a este reconocimiento crítico, La casa grande no se estrenó comercialmente en España hasta 1977, dos años después de su rodaje, por problemas con las empresas distribuidoras y exhibidoras, que consideraban poco comercial el filme.

## Gusanos de seda(1976)

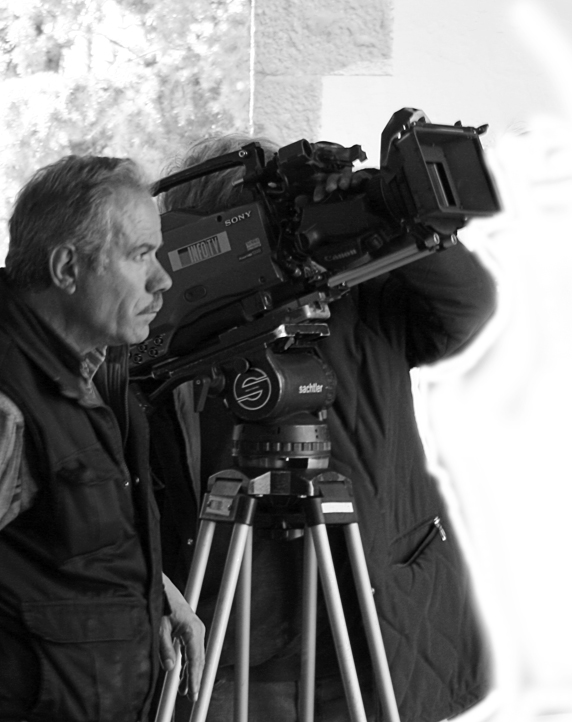
Francisco Rodríguez en Albarracín, en la grabación del documental El camino del Cid (2007). Foto de Asís G. Ayerbe.

En 1976, dirigió Gusanos de seda, sobre un guion de Ramón de Diego. Se trata de un melodrama ambientado durante la guerra civil española. El reparto estaba integrado por grandes actores como Esperanza Roy, Antonio Ferrandis, Rafaela Aparicio, Florinda Chico, Agustín González, Alfredo Mayo y Luis Ciges. Su protagonista femenina, Esperanza Roy, obtuvo el premio de interpretación del CEC. La película se exhibió en el XXIV Festival Internacional de San Sebastián de 1976, en sustitución de El desencanto de Jaime Chávarri, retirada a última hora de la competición por su productor Elías Querejeta, quien consideraba que la organización del Festival censuraba su obra y participaba de la represión política del Gobierno sobre el pueblo vasco. La proyección de Gusanos de seda en San Sebastián se hizo por voluntad del productor José Antonio Cascales y en contra de la opinión de Francisco Rodríguez, quien envió un telegrama de protesta escrito conjuntamente con otros cineastas que se solidarizaban con Querejeta y Chávarri.

Condenamos públicamente la proyección de nuestras películas en el Festival de San Sebastián por considerar que la celebración del mismo en las circunstancias actuales es un insulto al pueblo vasco. A todos los efectos nos consideramos solidarios con la actitud del equipo de la película El desencanto lamentando no poder retirar físicamente nuestras películas Gusanos de seda, Colorín, colorado y Libertad provisional.
Francisco Rodríguez y Ramón de Diego, director y guionista de Gusanos de seda; Luis Megino, Enrique Gutiérrez y José Luis García Sánchez, productor, coproductor y director de Colorín colorado; Roberto Bodegas, director de Libertad provisional.

## Jaque a la dama(1978)

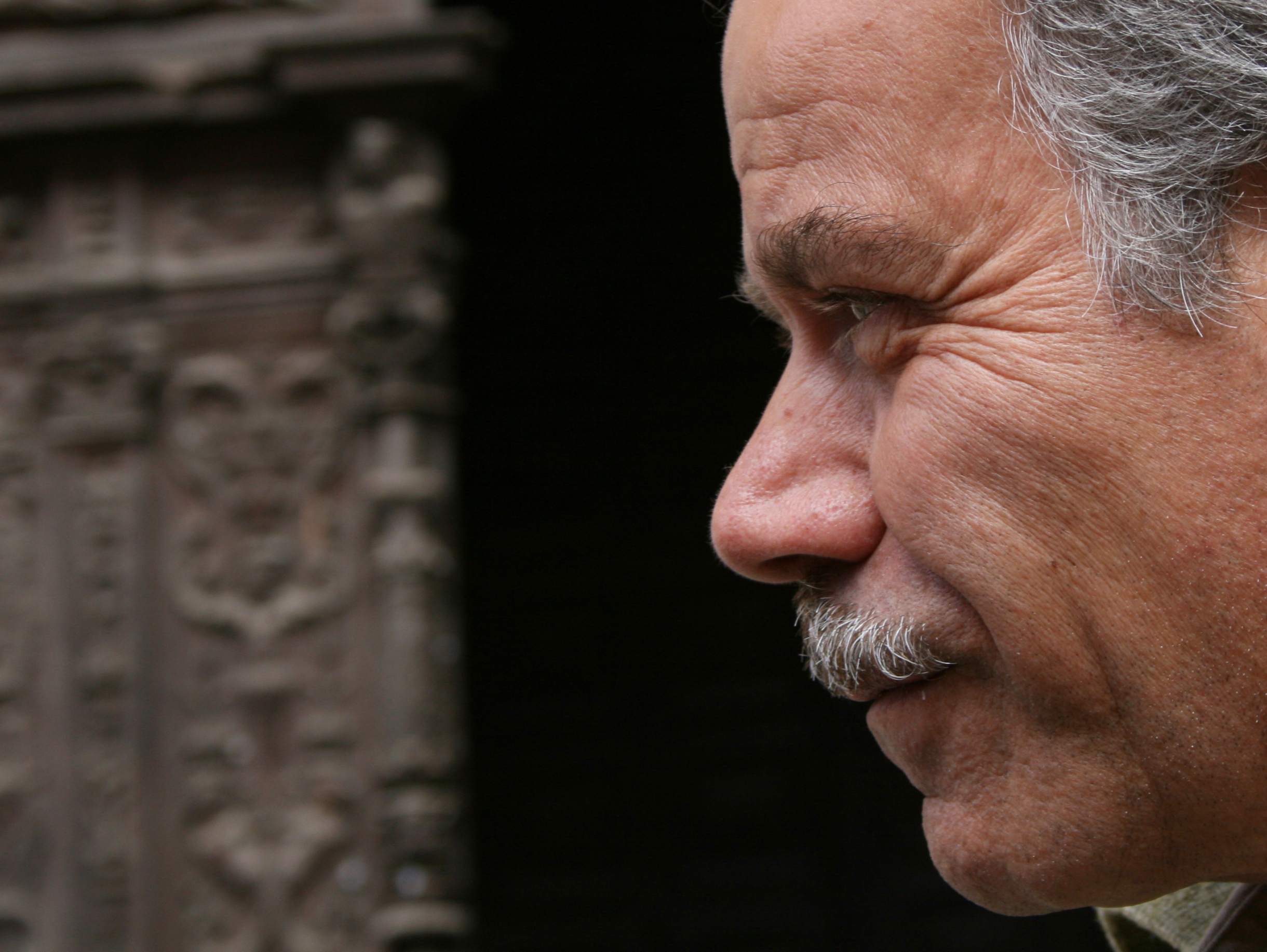
Francisco Rodríguez (2007). Foto de Asís G. Ayerbe.

En 1978, estrenó Jaque a la dama, con guion de Francisco Rodríguez y un reparto encabezado por Ana Belén, Concha Velasco y Pedro Díez del Corral. Participó en el Festival de San Sebastián en septiembre de 1978, donde no fue bien recibida por la crítica, aunque autores posteriores han reivindicado el carácter icónico que llegó a tener la película para el camp nacional (gracias al carisma de las dos actrices protagonistas, Ana Belén y Concha Velasco) y han subrayado que se trata de un «Film intimista y psicológico mal entendido por la crítica y el público» (IPN cine, n.º 29, 1980).

## Hierro dulce(1985)
Se trata de una comedia de enredo producida por el propio Francisco Rodríguez y Gonzalo Cores; y coescrita por Rodríguez y Ramón de Diego. El reparto estaba formado por Emilio Gutiérrez Caba, Emma Suárez, Eduardo Calvo, Lola Gaos, Luis Ciges, David Zarzo y Margarita Calahorra. Por su carácter experimental, tuvo dificultades para estrenarse en las salas comerciales. Fue la única película española que participó en el Festival de Cine de Gijón y obtuvo allí buenas críticas por la originalidad de la historia y la interpretación de Gutiérrez Caba.

## Testigo azul (Alucinema),1988

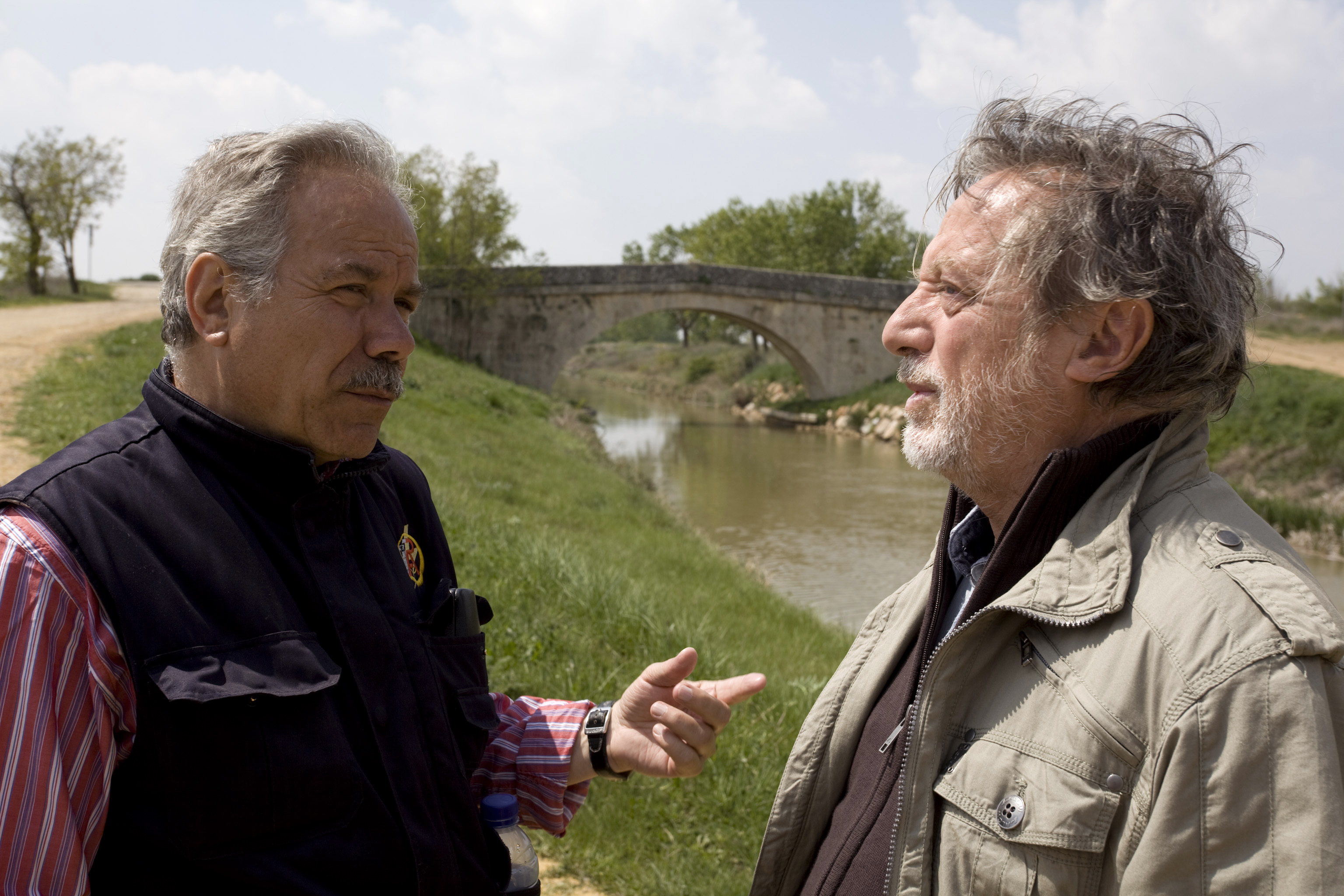
El director Francisco Rodríguez y Manuel Galiana durante la grabación del documental El Canal de Castilla (2011), fotografiados por Asís G. Ayerbe.

En 1988, Rodríguez rodó Testigo azul (Alucinema), una película de género inclasificable, con elementos tomados del cine de acción y fantástico (el neologismo alucinema está inspirado en la terminología del psiquiatra Carlos Castilla del Pino, en referencia a la percepción psicológica alterada en la que se confunde la fantasía y la realidad). El color azul tiene una gran importancia simbólica en una historia en la que, según la crítica, el director trató de conciliar su afán experimentador con el gusto del gran público (su película anterior, Hierro dulce, aún no se había estrenado comercialmente precisamente por las reticencias de las salas a exhibirla). El guion estaba firmado por José Miguel Hernán y Francisco Rodríguez y contaba con Agustín González, Victoria Vera, Concha Montes y Julio Gavilanes a la cabeza del reparto. 
Testigo azul (Alucinema) participó en el Festival Internacional de Cine de Berlín, dentro de la sección Panorama. Fue recibida por público y crítica con división de opiniones.

En el Festival Imagfic el actor Agustín González ganó el premio al mejor actor, ex aequo con el norteamericano David Jacobson (por su trabajo en la película The beat de Paul Mones).
Tras su paso por los festivales, se estrenó comercialmente en enero de 1989.

## Quince(1998)
En 1998 estrenó Quince, con guion de Helios Manzaneda y Francisco Rodríguez, con la colaboración de José Miguel Hernán. Fue, según el crítico Augusto M. Torres, la más extraña de las películas rodadas hasta entonces por un director ya de por sí, según sus palabras, «desconcertante». Trata sobre un motorista mensajero (al que sus compañeros conocen como Quince, interpretado por Javier Albalá) que entabla amistad con un joven (Tito, interpretado por Zoe Berriatúa) que tiene una malformación congénita. La crítica destacó el extenso reparto (con Irene Bau, Beatriz Rico, Armando del Río, Saturnino García, Claudia Gravi, Mabel Karr, Alicia Sánchez, Christopher de Andrés...) y el retrato naturalista y sin concesiones de cierto submundo madrileño.

## 90 millas(2005)

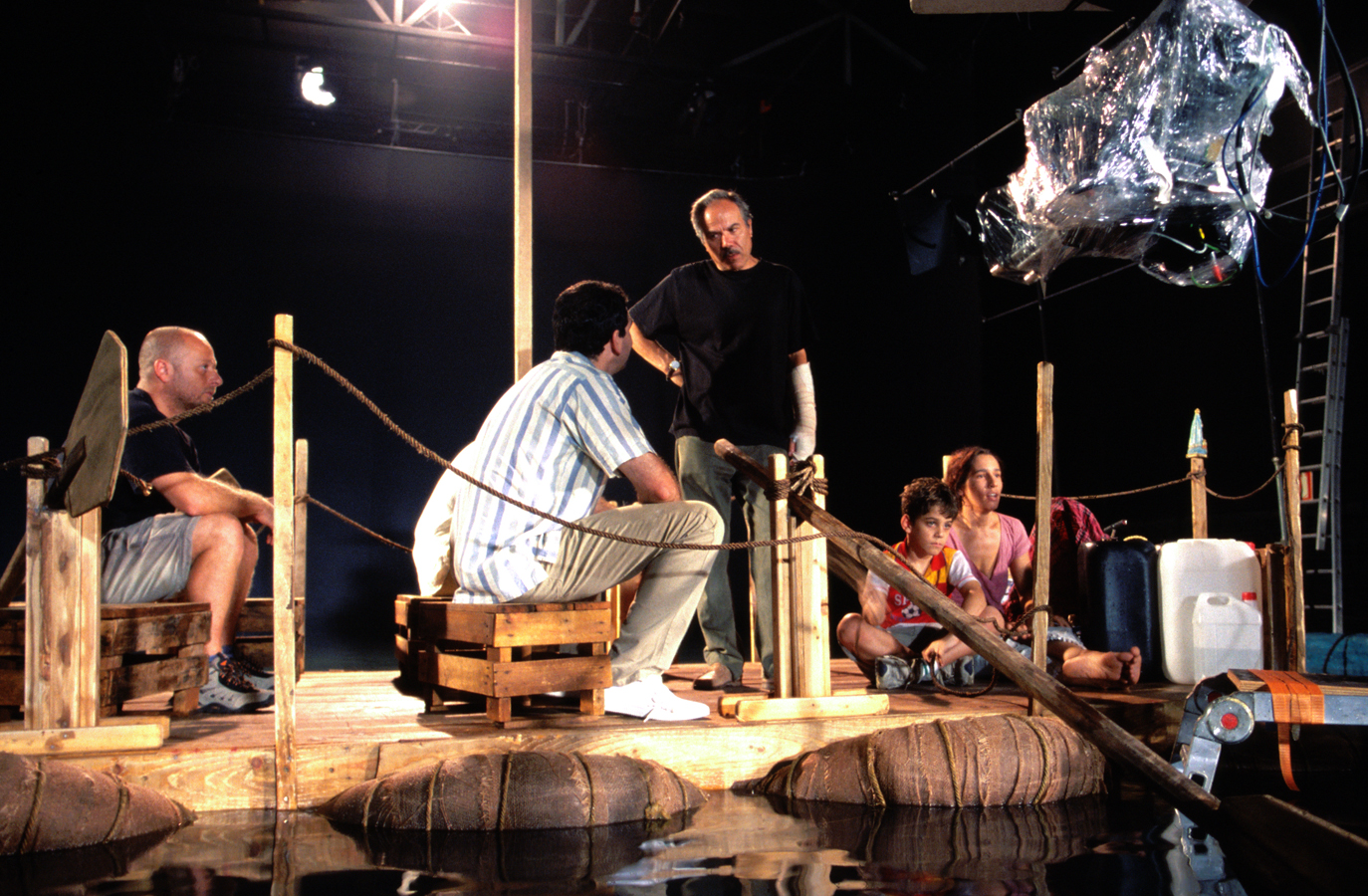
Imagen del rodaje de 90 millas (2003).

Con guion de Jorge Herrera y protagonizada por Enrique Molina, Daisy Granados, Claudia Rojas, Alexis Valdés, Jorge Herrera y Emilio Aragón, la película abordaba el delicado asunto de los balseros cubanos que intentan cruzar el estrecho de la Florida para llegar a los Estados Unidos (el título hace alusión a las 90 millas que separan las costas de Cuba de las de EE. UU.). La crítica destacó la dificultad técnica de rodar en, prácticamente, un único escenario: una patera en el agua.
La actriz Claudia Rojas ganó el premio a la mejor interpretación femenina en el Festival de Islantilla (2005) por su papel en esta película.

## Documentales para la televisión
Francisco Rodríguez ha dirigido los documentales El camino del Cid (sobre la ruta turística homónima que siguió el guerrero castellano cuando fue desterrado), Miguel Hernández (codirigido por David Lara, que trata sobre el poeta español), El canal de Castilla (sobre la obra de ingeniería dieciochesca), Teresa de Jesús. Una vida de experiencia mística (sobre la figura de santa Teresa de Jesús) o Hollywood rueda en España 1955-1980 (sobre las producciones norteamericanas, especialmente de Samuel Bronston, rodadas en España; este documental tuvo diez nominaciones a los Premios Goya 2019). En 2025 estrenó Gloria Fuertes (2025), dedicado a la figura de la poeta madrileña.
Todos estos documentales fueron emitidos y coproducidos por Televisión Española.